# Euplexia vetula
Euplexia vetula là một loài bướm đêm trong họ Noctuidae.